# うえだ未知
うえだ 未知（うえだ みち）は、日本の漫画家。東京都出身。
主に小学館の雑誌で、少女漫画を中心に執筆。単行本は、同社のてんとう虫コミックスから数作品が刊行されている。

## 作品リスト
- うふふのフー坊
- ヨッシーくん（小学一年生）
- どきどきDo!れみ（ちゃお、ぴょんぴょん）
- YOU&ゆう（ぴょんぴょん）連載開始時はタカラの人形の販売とタイアップしており、タイトルがBG倶楽部YOUだった。[1]
- ファミコンまりクン
- みらくるミミkun
- えみ印だもん！
- チョコっとちょこちゃん
- すきっぷなみちゃん
- キラめきあむちゃん

他多数。